# Resident Evil: Revelations
Resident Evil: Revelations, connu sous le nom Biohazard: Revelations (バイオハザード リベレーションズ, Baiohazādo Riberēshonzu) au Japon, est un jeu vidéo de type survival horror développé et édité par Capcom fin janvier 2012 sur Nintendo 3DS comme exclusivité. Une version HD sort en mai 2013 sur Playstation 3, Xbox 360, Wii U et PC puis en août 2017 sur Playstation 4, Xbox One et sur Nintendo Switch en novembre 2017. Il s'agit du dix-neuvième jeu estampillé Resident Evil et du second jeu original à sortir sur consoles portables.
Le jeu utilise le moteur graphique MT Framework, et est jouable avec l'accessoire Nintendo clipsable sur la console, le Circle Pad Pro. 
L'action se déroule dans une vaste embarcation maritime infestées d'armes biologiques. Cet opus se place chronologiquement entre Resident Evil 4 et Resident Evil 5.

## Trame

### Synopsis
L'agent secret Jill Valentine du B.S.A.A. a perdu contact avec Chris et sa partenaire Jessica. En suivant les coordonnées trouvées, Jill et Parker, son partenaire, sont envoyés dans un navire sombre pour les retrouver. C'est alors qu'elle découvre que ce navire est infesté de monstres, des armes bio-organiques appelées « Ooze », et d'autres créatures mutantes. Elle devra faire preuve de courage pour pouvoir s'échapper vivante du navire avec son partenaire et découvrir la lourde vérité sur Chris et le navire.
Pendant ce temps, dans des montagnes européennes recouvertes de neige, Chris Redfield et sa partenaire Jessica Sherawat sont témoins d'un crash d'avion ; bientôt, ils découvriront la base de Il Veltro, groupe bioterroriste possédant le Virus T-Abyss.
L'histoire de Resident Evil: Revelations raconte aussi la panique de Terragrigia, ville flottante à la pointe de la technologie, qui a dû être détruite à la suite de l'invasion d'armes biologiques lancées par Il Veltro en 2004, soit un an avant les événements de Resident Evil: Revelations.

## Système de jeu
Par son style de jeu, Resident Evil: Revelations oriente son gameplay autour du tir et de la survie, la récupération limitée de ressources et la présence d'ennemis résistants et puissants. Le jeu perpétue la maniabilité à la troisième personne établie à partir de Resident Evil 4.
Les modifications apportées permettent d'assouplir les déplacements tout en accentuant l'action en comparaison des précédents opus.
Ainsi le joueur à la capacité de se déplacer tout en visant avec une arme. Une esquive est ajoutée au panel de mouvement et fonctionne comme un QTE. Elle est activable lorsque l'ennemi s’apprête à attaquer. Plus la difficulté choisie est élevée, plus le timing de l'esquive est court.
Afin de profiter des fonctions gyroscopiques de la Nintendo 3DS, le joueur a accès au scanner Genesis, rassemblant trois mécanismes : l'analyse viral, permettant de scanner des résidus de virus; la fabrication de vaccin, lorsque le taux de scan de résidus de virus atteint 100%; la détection d'objets cachés dans l'environnement. Ce seront principalement des munitions et des plantes que le joueur trouvera sur son chemin.
Le jeu propose l'amélioration d'armes à base de kits de personnalisation. Ils sont trouvables dans les différentes niveaux. Le joueur doit trouver des coffres pour les associer aux armes. Chaque arme possède 3 (ou plus) emplacements de kits interchangeables.

## Développement
Peu de temps avant l'E3 2010, le projet est lancé à la suite de l'idée de développer un épisode Resident Evil pour profiter des technologies apportées par la future console portable de Nintendo. L'équipe a la volonté de tirer parti de la 3D autostéréoscopique pour orienter le jeu vers une ambiance plus horrifique que ces prédécesseurs, tout en proposant un nouveau jeu et non le portage d'un ancien opus.
Lors de la conférence de presse de Nintendo à l'E3 2010, le jeu est annoncé par Satoru Iwata au grand public lors de l'annonce de la nouvelle console portable, la Nintendo 3DS. Le trailer a pour vocation de montrer les capacités graphiques de la console, tout en donnant à Masachika Kawata et son équipe un objectif de taille sur le rendu et le contenu du jeu.
C'est à force de démos et de retours d'expérience sur une console encore inconnue que l'équipe décide dans un premier temps de créer un jeu sur lequel elle va se faire la main. C'est à partir d'un portage démo de Resident Evil 5 sur la Nintendo 3DS que naitra l'idée de Resident Evil: The Mercenaries 3D. Bien qu'il y ait la volonté d'en faire un produit fini, l'équipe en profite pour exploiter et définir les contours techniques de la console. Capcom profitera aussi des retours des joueurs sur Resident Evil: The Mercenaries 3D pour peaufiner Resident Evil: Revelations. C'est alors que les équipes travailleront en parallèle sur les deux jeux jusqu'à fin 2010, leur permettant d'échanger entre équipes sur les aspects techniques de la console pour faciliter les développements. Les tests en internes se sont multipliés afin de supprimer les "motifs d'insatisfaction" pour mieux orienter les décisions concernant l'expérience de jeu sur la nouvelle console de Nintendo.
L'horreur est de mise et cela dès le début du développement. Les retours des fans sur Resident Evil 5 ; demandant plus d'horreur ; ont été entendu par Capcom. D'une part graphiquement, c'est aussi par le son que l'équipe compte accentuer l'ambiance horrifique. Kota Suzuki sera recruté en interne pour manager la partie son. Il déclara à Satory Iwata durant le Iwata Asks sur la Nintendo 3DS que la mélodie du thème principal lui viendra en tête après avoir vu le trailer de l'E3 2010. Il postula pour rejoindre l'équipe dans la foulé.
La Nintendo 3DS avec ses petits écrans donne des idées à l'équipe pour jouer sur la peur. L'équipe fait un parallèle entre l'action de fixer un petit écran pour mieux se projeter dans l'univers du jeu et les environnements clos et restreints que peut proposer une expérience Resident Evil. Les navires abandonnés vont en ce sens, mais pour éviter la monotonie, l'équipe décide de proposer d'autres environnements pour ne pas lasser les joueurs. Elle profitera aussi du mode surround de la console pour s'appliquer sur le sound design. Durant les salons, il s'avéra que les joueurs ont des retours plus positifs après que l'équipe ait demandé de fournir des écouteurs pour profiter pleinement de l'ambiance,.
En plus de la campagne solo s'ajoutent deux modes de jeux : Mercenaries et Raid. Le second est un mode multijoueur coopératif. L'équipe a opté pour de la coopération à la suite des retours positifs des joueurs sur ce style de jeu multijoueur. C'est l'équipe en charge de Resident Evil: The Mercenaries 3D qui interviendra dans le développement du mode. L'expérience accumulée leur a permis de finaliser rapidement le mode Raid. Le volume de travail à fournir était équivalent à celui du mode solo considérant le mode Raid comme un jeu à part entière en plus de la campagne principale.
Le scénario du jeu a été écrit par Dai Sato, un narrateur externe à Capcom. Ce dernier est avant tout un fan de Resident Evil, il est donc très familier avec la saga. Son équipe a fourni à Capcom de nombreuses images du bateau, ce qui a permis aux développeurs de rendre le navire du jeu plus réaliste.
Si Capcom vend le jeu comme « une expérience d'un jeu salon sur portable », c'est que le jeu n'a jamais été considéré comme un « jeu destiné à une console portable » durant sa phase de développement.

## Voix françaises
- Marie Zidi : Jill Valentine
- Boris Rehlinger : Chris Redfield
- Marie-Eugénie Maréchal : Jessica Sherawat
- Cédric Dumond : Parker Luciani
- Nessym Guetat : Keith Lumley
- Gérard Malabat : Quint Cetcham
- Serge Biavan : Clive R. O'Brian
- Philippe Catoire : Morgan Lansdale
- Marine Tuja : Rachael Foley
- Alexandre Gillet : Raymond Vester
- Frédéric Souterelle : Jack Norman

## Accueil

### Réception
Le jeu a été favorablement accueilli par la critique, en partie grâce à ce « retour » à l'ambiance d'origine. En effet, on y retrouve un peu le stress de l'ouverture des portes, l'angoisse de s'aventurer dans l'inconnu.

### Vente
En août 2013, Capcom annonce 900 000 unités vendues pour la version HD.
En février 2014, soit deux ans après la sortie du jeu, Capcom annonce 1,1 million d'unités vendues dans le monde. Gameblog annonce que le million inclut les 770 000 unités vendues sur Nintendo 3DS, alors que Gamekult contredit en précisant qu'il s'agit uniquement des ventes de la version HD et que la version 3DS n'est pas parvenue à atteindre la barre symbolique du million.
En août 2014, Capcom annonce 1,2 million d'unités vendues pour la version HD.

## Portage
Un portage en haute définition est sorti en mai 2013 sur PlayStation 3, Wii U, Xbox 360 et PC. Il inclut de nouveaux ennemis et la possibilité de jouer avec HUNK (Human Unity Never Kill) dans le mode Commando.

## Éditions spéciales
| Nom de l'édition                                         | Contenu | Support                            | Sortie en France                             |
| -------------------------------------------------------- | --- | ---------------------------------- | -------------------------------------------- |
| Pré-commande,                                            | Jeu, la jaquette du boitier holographique et un poster double-face (Jill VS Ooze et le drapeau de Veltro)                                                                 | Nintendo 3DS                       | Oui                                          |
| Nintendo 3DS Circle Pad Pro + Resident Evil:Revelations, | Jeu et le Circle Pad Pro | Nintendo 3DS                       | Oui                                          |
| Resident Evil Revelations Unveiled Edition               | - Jeu, une plaque du BSAA et la B.O. (7 490 yen) - Jeu et une montre fluorescente (39 900 yen) - Jeu, une plaque du BSAA, la B.O. et une montre fluorescente (42 000 yen) | PC, Playstation 3, Xbox 360, Wii U | Non. Achat en ligne sur le site e-capcom.com |
| Resident Evil Revelations Collection                     | Resident Evil: Revelations (cartouche), Resident Evil: Revelations 2 (téléchargement)                                                                                     | Nintendo Switch                    | Oui                                          |

## Autour du jeu
À sa sortie, le jeu coutait plus cher qu'un jeu 3DS normal dû à la taille de 4 Go de la cartouche 3DS au lieu des 2 Go habituels. Le jeu est aussi volumineux du fait que Capcom a souhaité proposer une expérience de jeu console de salon sur portable.
Seulement au Japon, à l'achat du jeu était fourni un DVD bonus nommé Revelations Report contenant les trailers officiels du jeu, une interview des développeurs et le Jessica's Report. On y entend Jessica Sherawat échanger avec Excella Gionne au sujet du virus T-Abyss et sur les protagonistes qui seront impliqués dans les évènements de Resident Evil: Revelations.
Aux États-Unis quelques jours avant la sortie du jeu, le journalise Dan Ackerman tweete une photo de la jaquette du jeu envoyé par Capcom pour effectuer un test. Une coquille s'est glissée renommant le jeu en Resident Evil Revelaitons. Malgré la prise de contact rapide avec Capcom, 90 000 joueurs américains recevront le jeu avec cette jaquette collector.